# Paraleptamphopus caeruleus
Paraleptamphopus caeruleus är en kräftdjursart som först beskrevs av Thomson 1885.  Paraleptamphopus caeruleus ingår i släktet Paraleptamphopus och familjen Paraleptamphopiidae. Inga underarter finns listade i Catalogue of Life.